# Postångare
Postångare, postbåt eller postfartyg, är ett fartyg som utför huvuddelen av postutdelningen antingen via inrikes eller internationellt vatten. Rutterna för denna typ av fartyg är fasta, liksom tiderna för ankomst och avgång. Detta säkerställer att postförsändelserna kommer fram i tid. Det är också möjligt att transportera passagerare och/eller gods.
Posttrafiken skedde med fartyg, som även transporterade gods och passagerare. Först gjordes detta med segelfartyg, som inte kunde användas för snabb postbefordran, senare med ångfartyg, som sedan efterträddes av motorfartyg. Detta möjliggjorde regelbunden posttransport. 
Samtida exempel på denna reguljära posttransport med fartyg är bland annat norska Hurtigruten.

## Sverige
Från 1824 ersatte postångare de seglande postjakterna, eller beträffande trafiken mellan Grisslehamn och Eckerö på Åland, postroddbåtarna. Med de första hjulångarna skedde ersättningen under den isfria säsongen, och senare med propellerdrivna fartyg kunde postbefordran ske året runt.
Den första svenska postångaren var Constitution, som byggdes på Karlskrona örlogsvarv 1822 och som sattes våren 1824 på postrutten mellan Ystad och Rügen tillsammans med sitt preussiska systerfartyg Postdampschiff Adler.
Den sista postångaren var S/S Öland, numera passagerarfartyget M/S Stockholm, som från 1931 till 1950-talet seglade mellan Kalmar och Öland.

## Postångare i urval
- D/S Constitutionen, den första norska postångaren, byggd 1826
- D/S Prinds Carl, den andra norska postångaren, byggd 1827
- D/S Prinds Gustav, den tredje norska postångaren, byggd 183...

- D/S Mercurius, den första danska postångaren, på Stora Bält, från 1828
- Kronprins Frederik Carl Christian, den andra danska postångaren
- S/S Constitution, den första svenska postångaren, byggd 1822
- Motala 1831-1847
- Svenska Lejonet 1837–1857
- Sverige 1840–1848
- Nordstiernan 1842–1862
- Eugenia 1856–1865
- Oscar 1865–1870
- Kronoångaren Sofia
- Polhem 1858–1881 (Torpedövningsfartyg för flottan från 1881)
- Drottning Lovisa 1861–1867 (1894) (från 1867 Activ i flottan 650 ton 60.6x7,1x3,12 13 knop /(chefsfartyg) sidan 67
- Postiljonen (ångfartyg) 1870–1880
- S/S Öland, 1931–
- S/S Öland (1883) 1883–1935
- Postdampschiff Adler, den första tyska postångaren i Östersjön, satt i trafik 1824
- SMS Preussischer Adler, tysk postångare i Östersjön
- Obitrat, tysk postångare i Östersjön
- Friedrich Franz II, tysk postångare i Östersjön